# Вільям Мак-Магон
Вільям «Біллі» Мак-Магон (англ. William "Billy" McMahon; 23 лютого 1908 — 31 березня 1988) — австралійський політик, 20-й Прем'єр-міністр Австралії, лицар Великого Хреста Ордену Святого Михайла і Святого Георгія.

## Ранні роки
Вільям Мак-Магон народився у Сіднеї, Новий Південний Уельс у сім'ї адвоката. Його родина мала ірландське коріння. Мати Мак-Магона померла, коли йому було лише 9, а батько — коли йому виповнилось 18.
Мак-Магон здобував освіту у школі граматики Сіднея та в Університеті Сіднея, де він отримав диплом спеціаліста права. Він працював у найстарішій юридичній компанії Австралії. В 1940 він поповнив лави армії, але з причини погіршення слуху перебував у тилу. Після Другої світової війни він подорожував Європою, де здобув кваліфікацію в економіці.

## Політична діяльність

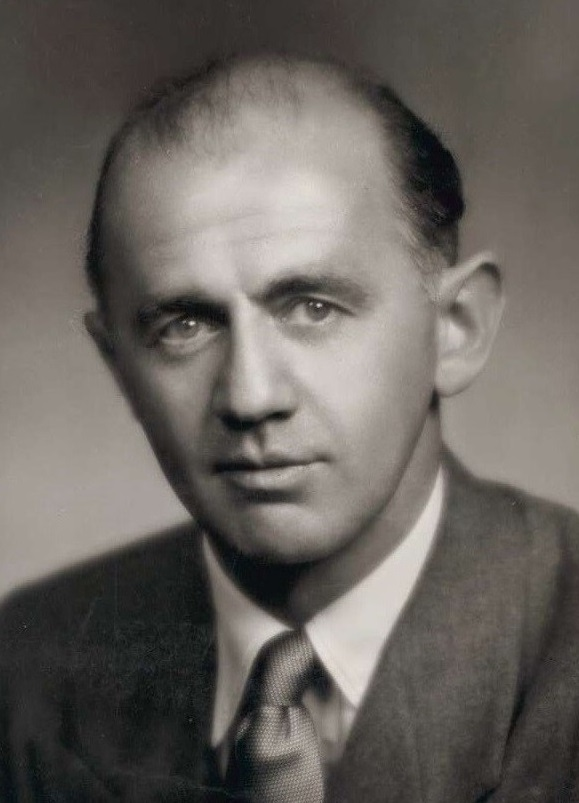
Вільям Мак-Магон в 1950

Мак-Магона було обрано до Палати представників за результатами федеральних виборів 1949 року. Він був здібним та честолюбним й у 1951 Прем'єр-міністр Роберт Мензіс призначив його на посаду Міністра повітряних та морських сил (Міністром оборони). Протягом наступних 15 років він обіймав посади Міністра соціальної політики, Міністра промисловості та Міністра праці, а також був Віцепрезидентом Виконавчої ради. 1966 року, коли Гарольд Холт став Прем'єр-міністром, Мак-Магон обійняв посаду Міністра фінансів у його уряді, а також пост Представника лідера Ліберальної партії.
Коли загинув Гарольд Голт у грудні 1967, Мак-Магон вважався найімовірнішим його наступником. Проте Джон Маківен, тимчасовий Прем'єр-міністр і лідер Аграрної партії, оголосив про відмову служити у коаліції та уряді на чолі з Мак-Магоном.

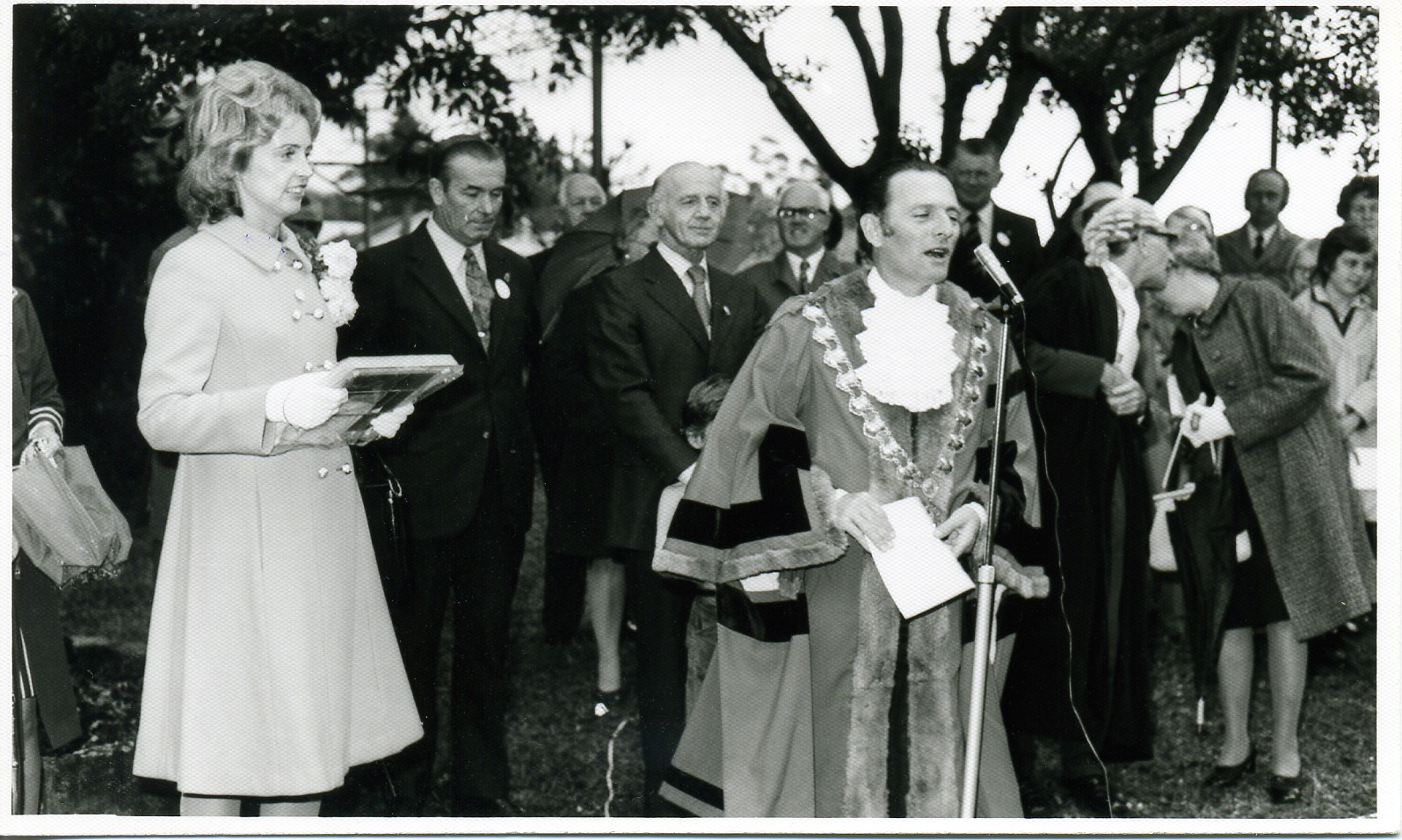
Соня Мак-Магон (ліворуч). На задньому плані можна роздивитись Вільяма Мак-Магона

Тому Мак-Магон поступився, і пост лідера партії, а разом з тим і пост голови уряду зайняв Джон Гортон. Мак-Магона було призначено на посаду Міністра закордонних справ. У січні 1971 Мак-Івен нарешті пішов у відставку з посту лідера Аграрної партії. Це відкрило шлях Мак-Магонові, чим він, зрештою, і скористався: у березні 1971 переміг на виборах лідера лібералів.

### Прем'єр-міністр

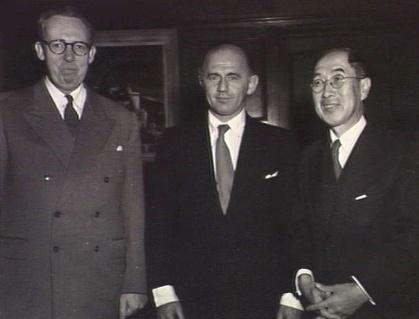
Вільям Мак-Магон (у центрі) разом із принцом Токугавою — членом японської імператорської родини в австралійському посольстві в Японії у 1952

Мак-Магон очолив Уряд у досить незручний момент, оскільки В'єтнамська війна і загальний військовий обов'язок стали вкрай непопулярними. Тому він був нездатний протистояти лідерові лейбористів Гофу Вітлему, який проводив кампанію проти війни, а також на користь радикально нової програми страхування.
Репутацію Мак-Магона було підірвано високим рівнем інфляції. Він «в суху» провалив телевізійні дебати проти Гофа Вітлема.
У Мак-Магона не вистачило витримки й у грудні 1972 року він програв вибори та підпав під подальшу різку критику з боку ЗМІ. Коли Вітлем здобув перемогу, Мак-Магон залишив пост лідера Ліберальної партії.

## Пізні роки життя
Мак-Магон займав місце в Парламенті після виборів 1974, 1975, 1977 та 1980 років. 1977 року Вільям Мак-Магон став старійшиною Палати представників разом з Клайдом Кемероном, а також одноосібно 1980. З відставкою сенатора Джастіна О'Берна 1981 року він став старійшиною австралійського Парламенту. Він залишив законодавчий орган країни 1982 року.
Вільям Мак-Магон помер від раку в Сіднеї 31 березня 1988 у віці 80 років. Його вдова Соня померла у віці 77 років 2 квітня 2010 року.